# Viacard

Logo di Viacard

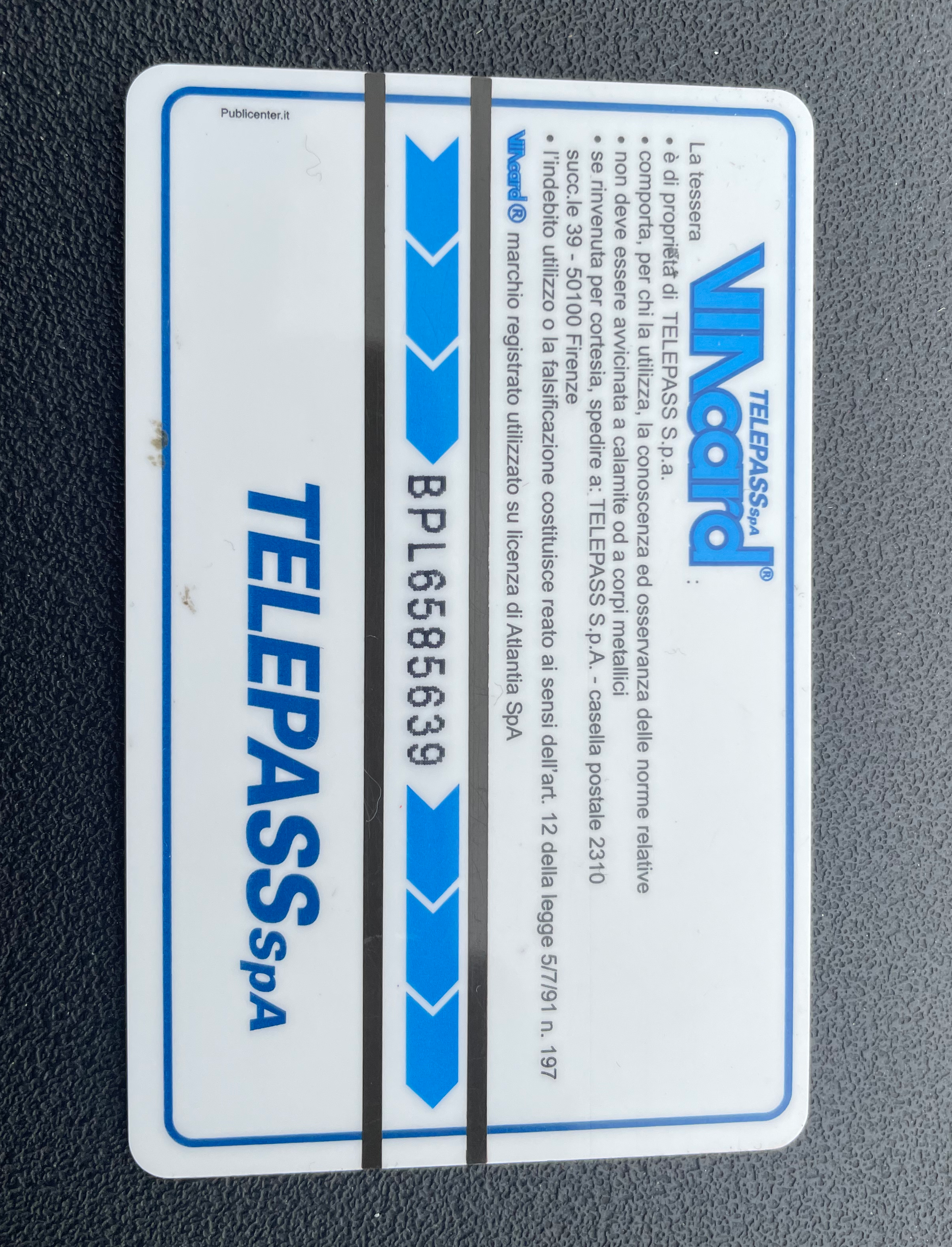
Retro di una tessera Viacard

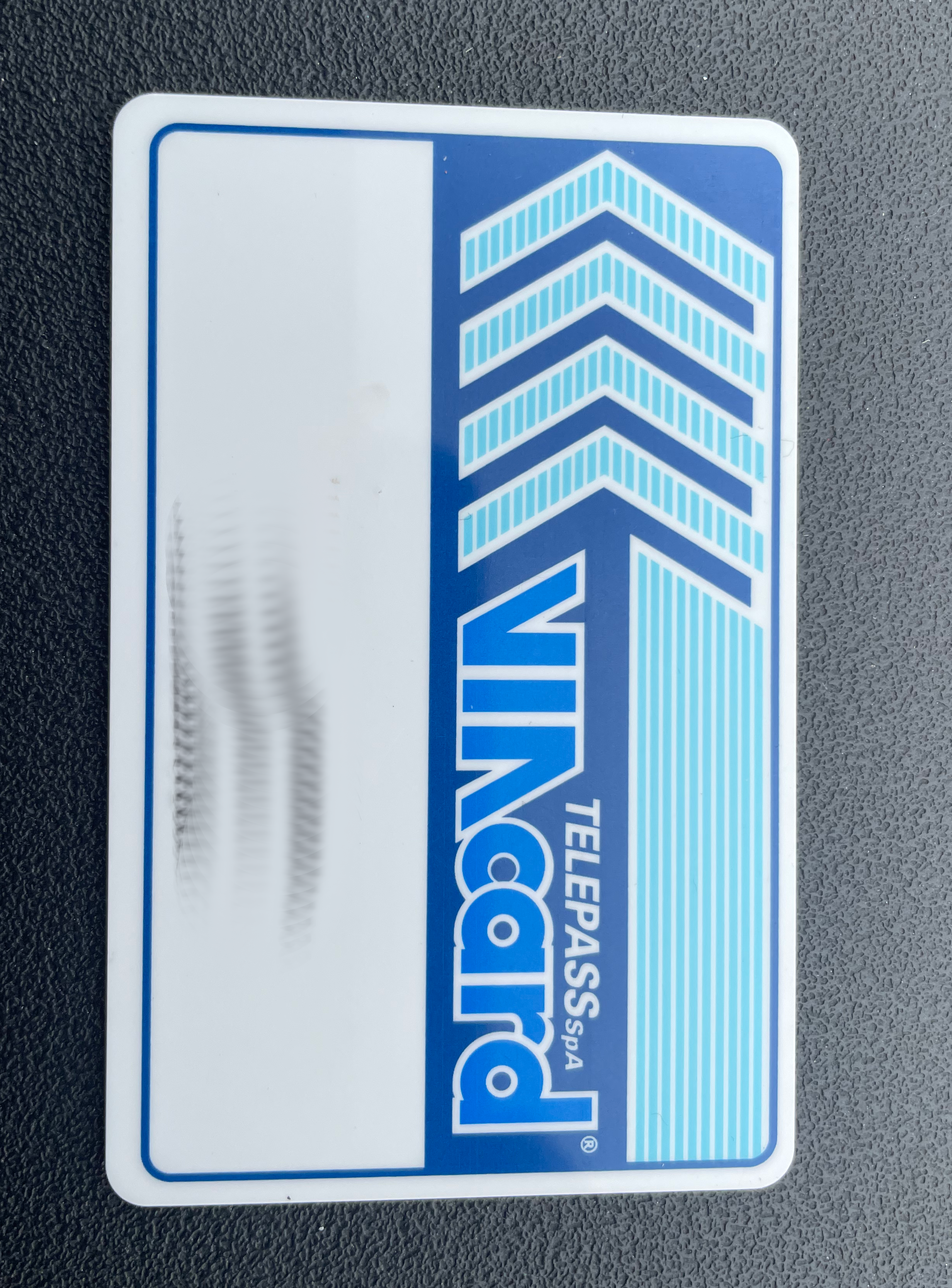
Fronte di una tessera Viacard

Viacard è il nome commerciale di una carta di pagamento (carta di debito) a banda magnetica che consente il pagamento elettronico del pedaggio delle autostrade italiane e del traforo Schio-Valdagno. È di proprietà di Telepass S.p.A.
Esistono tre tipi di tessere Viacard:
- "A scalare": tessera prepagata dalla quale il costo pedaggio viene scalato fino all'esaurimento del credito;
- "Di conto corrente": con questa tessera il pedaggio viene addebitato sul conto corrente comunicato dal cliente titolare della carta;[1]
- Associata a un apparato Telepass[2].

Entrata in uso nel 1981, la tessera Viacard è stato il primo metodo di pagamento elettronico del pedaggio a essere introdotto in Italia.
Come per gli apparati Telepass a noleggio, Telepass S.p.A è proprietaria delle tessere Viacard.
Da ottobre 2024 sono state dismesse le tessere Viacard a seguito di alcuni accordi presi tra da tempo con le autorità: tuttavia, le tessere attualmente in circolazione, potranno essere utilizzate ancora per un periodo di 5 anni, fino al 31 dicembre 2029.